# 小野芳彦
小野 芳彦（おの よしひこ、1860年〈万延元年〉2月7日 - 1932年〈昭和7年〉3月2日）は和歌山県の教育者・郷土史家。
旧制和歌山県立新宮中学校（現・和歌山県立新宮高等学校）で長きにわたって教壇に立ち、当地での尊敬の念を集めた。郷土史家としては、熊野新宮の本願庵主梅本家に秘伝であった編年体の記録を発掘し『熊野年代記』としてまとめたほか、没後に刊行された遺稿集『小野翁遺稿熊野史』（以下、『熊野史』）は、熊野の歴史と信仰の近代的研究の方向性を示したものとして評価されている。

## 生涯
小野は、万延元年（1860年）2月7日、和歌山県牟婁郡新宮町に生まれた。1875年（明治8年）5月、16歳で新宮小学校の教授手伝として勤務を始め、同年9月より当時の新宮にあった小学学科伝習所に入所し、小学科教授法を学んだ。1876年（明治9年）3月の第1回卒業生の中25名のなかに小野もいたと見られ、同年4月より新宮市内の小学校に勤務している。その後、小野は那智勝浦町内の小学校勤務を経て、1888年（明治21年）に退職して東京専門学校（現・早稲田大学）第2法律学科に学んだ。
1890年に東京専門学校邦語行政科を卒業。1891年（明治24年）再び新宮高等小学校の訓導の職を得る。市内の小学校の校長を歴任し、新宮高等女学校長との兼務を経て、1900年（明治33年）4月、和歌山県立第二中学校（現・和歌山県立田辺高等学校）の新宮分校（後に新宮中学校、現・和歌山県立新宮高等学校）に着任する。1922年（大正11年）に小野は新宮中学校を退職するが、嘱託の地位で1929年（昭和4年）4月まで教壇に留まった。1932年（昭和7年）3月2日、新宮の自宅で死去。

## 業績
小野は教育者および郷土史家として、業績を残した。教育者としては長年にわたる教職在職の間に当地の尊敬と敬愛を受け、人材育成の成果をたたえられた。郷土史家として存命中から広く知られ、熊野の歴史と信仰の研究の方向性を示す業績を残した。

### 教育者として
小野は小学校教員時代からは51年間、新宮中学校時代だけでも28年間にわたって教職にあった。明治・大正期における教育の制度改革の激しさを身をもって体験したことから、新宮の教育界の生き字引とでもいうべき人物であり、この時期に学校教育を受けた人で小野を知らない者はいないと言われている。新宮中学在任中の1909年（明治42年）の当地の新聞では、新宮の青年は皆小野を尊敬しているとし、多くの青年を感化した小野を教育者として欠けるところのない人物として紹介した。没後わずか5年の1937年（昭和12年）に刊行された『新宮市誌』の「人物誌」では小野が取り上げられ、漢文の造詣において大家の域にあり、熊野史の研究の振興におおきな業績があったと賞賛されたほか、小野の遺稿集『熊野史』に序文を寄せた大正天皇の侍医・西川義方は、明治・大正期に熊野地方から輩出した人材の育成への功績をたたえている。

### 郷土史家として
郷土史家としての小野は存命中から広く知られたと見え、『熊野史』には南方熊楠からの問い合わせに応える小野の書簡が収められているほか、新宮中学退職後の1929年（昭和4年）6月には、串本に来航した御召艦長門の艦上で昭和天皇に、それまでの研究成果をまとめた『熊野小史』と題する小冊子を献上した。また、小野が教職在職中の1891年（明治24年）から1932年（昭和7年）の死去までつけ続けた日記は、水害や火事に繰り返し見舞われたことにより明治・大正期の史料が失われた新宮の近代の生活史・社会史を知る上で重要な史料となっている。例えば、教え子であった佐藤春夫が社会主義的内容の演説をしたことを咎められて停学に処せられた事件（1909年〈明治42年〉）の経緯や、大逆事件（1910年〈明治43年〉）の新宮における反響や受容の証言といった内容が含まれている。
小野の没後2年後、1927年（昭和9年）には、新宮中学校同窓会が小野の遺稿を集成・編纂した『小野翁遺稿熊野史』が刊行された。本書の内容は、『熊野小史』、その改訂増補版に当たる「増訂熊野小史」、考証、調査報告、紀行文、書簡など十巻に小野の業績が網羅され、西川義方や画家・漢詩人の福田静處らといった、新宮ゆかりの各界の人物が序文を寄せている。『熊野史』は、今日でも熊野地方の歴史や熊野信仰の研究史において最初期の著作として必ず名を挙げられる著作である。本書は、熊野の歴史全体の中での信仰の位置づけを論じ、歴史や信仰から自然までを射程に収めた総合的研究で、今日の研究水準からすれば問題は残るものの、史料を収集・整理し、研究の方向性を示したものと評価されている。なお、『熊野史』は1973年（昭和48年）に新中会（和歌山県立新宮中学校および新宮高等学校の同窓会）より再刊されたが、著者の死後40年を経てなお再版される地方史の研究書はまれである。
もうひとつの業績は『熊野年代記』の編纂である。『熊野年代記』とは、熊野新宮の本願庵主であった梅本家が書き上げ、他見を許さず秘蔵してきた記録である「熊野年代記古写」「歳代記第壱」「年代記第弐」の3篇の総称である。明治初年の神仏分離によって本願としての職分の廃絶を余儀なくされた梅本家が還俗し、今日の三重県松阪市に退転する際に持ち出した文書類の中に本書は含まれていた。小野が書写を行ったのは1894年（明治27年）と見られ、「熊野年代記古写」を収める第1巻と、「歳代気第壱」および「年代記第弐」を収める第2巻の2巻本にまとめられ、総称として熊野年代記と名付けられた。小野の書写は必ずしも忠実な転写ではなく、他の史料からの転記による補強や改訂の痕跡が見られ、熊野史の基本史料を編纂することに関心があった。小野写本からはさらに、1919年（大正8年）に東京大学史料編纂所によって謄写版が作成された。東大本からの引用は『国書総目録』に収められたことにより、小野本を通じて熊野年代記が流布された。

## 書誌
- 小野 芳彦、小野芳彦先生遺稿刊行会（編）、1934、『熊野史 小野翁遺稿』、和歌山県立新宮中学校同窓会
- 小野 芳彦、1973、『熊野史 小野翁遺稿』、新中会（原著1934年）